# Salah El Sharnouby
Salah El Sharnouby (Alexandrië, 29 december 1957) is een Egyptisch componist, muziekproducent en songwriter. Hij geldt als een van de invloedrijkste componisten binnen de Arabische muziek en Tarab sinds de jaren negentig. Hij werkte samen met vooraanstaande artiesten als Warda Al-Jazairia, George Wassouf, Samira Said, en Ragheb Alama. Zijn stijl kenmerkt zich door een combinatie van traditionele Arabische melodieën met moderne arrangementen.

## Biografie
El Sharnouby werd geboren in de wijk Anfoushi in Alexandrië. Hij studeerde werktuigbouwkunde aan de Universiteit van Alexandrië en behaalde in 1979 zijn diploma. Tot 1990 werkte hij als ingenieur, waarna hij de overstap maakte naar een carrière in de muziek.
Zijn doorbraak als componist kwam met het nummer Batwanes Beek, gezongen door Warda Al-Jazairia. Het nummer groeide uit tot een klassieker in het Arabisch repertoire en wordt beschouwd als een van de bekendste liefdesliedjes in de regio.

## Muzikale stijl
El Sharnouby ontwikkelde een herkenbare stijl waarin klassieke Arabische elementen, zoals tarab, maqam en sahba, worden gecombineerd met hedendaagse ritmes, orkestrale structuren en moderne studio-instrumentatie. Zijn werk kreeg de bijnaam "de Sharnouby-stijl" vanwege zijn invloed en signatuur binnen de Arabische muziekscene.

## Samenwerkingen
El Sharnouby werkte samen met een breed scala aan artiesten uit verschillende Arabische landen. Onder hen:
- Warda Al-Jazairia
- George Wassouf
- Mayada El Hennawy
- Al Saghira
- Samira Said
- Nancy Ajram
- Assala Nasri
- Elissa
- Latifa
- Ragheb Alama
- Hani Shaker
- Wael Jassar
- Asma Lmnawar

Zijn muziek werd uitgevoerd door artiesten van meerdere generaties en beslaat diverse genres, waaronder pop, klassiek Arabisch en volksmuziek.

## Film en televisie
Naast zijn werk als componist voor zangnummers, schreef El Sharnouby muziek voor Egyptische films en televisieseries. Hij werkte mee aan producties als Ismailia Rayeh Gaie (1997), An Al Awan (2006), Hekayat Banat (2009), Treasure of Treasures en Noise at the Station.

## Eerbetoon
Op 18 januari 2024 werd Salah El Sharnouby geëerd tijdens een speciaal tributeconcert in het kader van Riyadh Season in Saoedi-Arabië. Het concert vond plaats in het Abu Bakr Salem Theater in Boulevard City, Riyad. Onder leiding van dirigent Tamer Faizy werden zijn bekendste werken uitgevoerd door artiesten als George Wassouf, Nancy Ajram, Assala Nasri, Ragheb Alama, Wael Jassar en Asma Lmnawar. Ter gelegenheid van dit eerbetoon produceerde de Egyptische filmmaker Omar El Zohairy een korte film waarin het lied Batwanes Beek centraal stond.